# Бабуин
Бабуин, или жёлтый павиан (лат. Papio cynocephalus) — вид настоящих павианов семейства мартышковых.

## Внешний вид
Длина тела в среднем 75 см, хвоста — 60 см. Окраска шерсти желтоватая (отсюда название жёлтый павиан). Несмотря на свой неуклюжий вид, это очень ловкие животные.

## Места обитания
Бабуин распространён в Средней и Восточной Африке; обитает в степных и гористых местностях. Питается растительной (плоды, луковицы и т. д.) и животной (насекомые, мелкие позвоночные) пищей.
Встречается большими стадами на маисовых и просяных полях.
Местами сильно вредит сельскохозяйственным культурам. Бабуинов часто содержат в зоопарках и зверинцах.

## Поведение
Бабуины — приматы с высокоразвитыми социальными взаимоотношениями, которые никогда не живут поодиночке. В стаде в среднем около 80 особей. Члены стада вместе путешествуют, питаются и спят. В отношениях друг с другом выражена иерархия. В стаде доминируют несколько взрослых самцов, которые держатся вместе и приходят друг другу на выручку в случае опасности. Состав группы вожаков довольно стабилен на протяжении многих лет. Между самками, их детёнышами устанавливаются дружеские отношения — основа стада бабуинов.
Между самками и их подросшими дочерьми обычно поддерживаются очень тесные связи, а вот сыновья уходят из родного стада, чтобы присоединиться к другому.
Когда стадо бабуинов уходит в полдень на отдых, родственники, как правило, собираются вокруг старшей самки, чтобы отдохнуть и заняться грумингом — обыскиванием шерсти партнера (или собственной), связанное с выражением дружелюбного отношения или покровительства. По ночам члены одной семьи спят, тесно обнявшись друг с другом. Если кому-то из родственников угрожает опасность со стороны другого бабуина, все сразу бросаются на выручку. И хотя самки конкурируют между собой за пищу и положение в иерархии, серьёзные драки между ними крайне редки. Высокий статус особи соплеменники постоянно подтверждают определёнными жестами, выражающими покорность (например, гримасой страха или поднятым хвостом). Когда между самками всё же возникает конфликт, то позже они мирятся, ворча друг на друга.

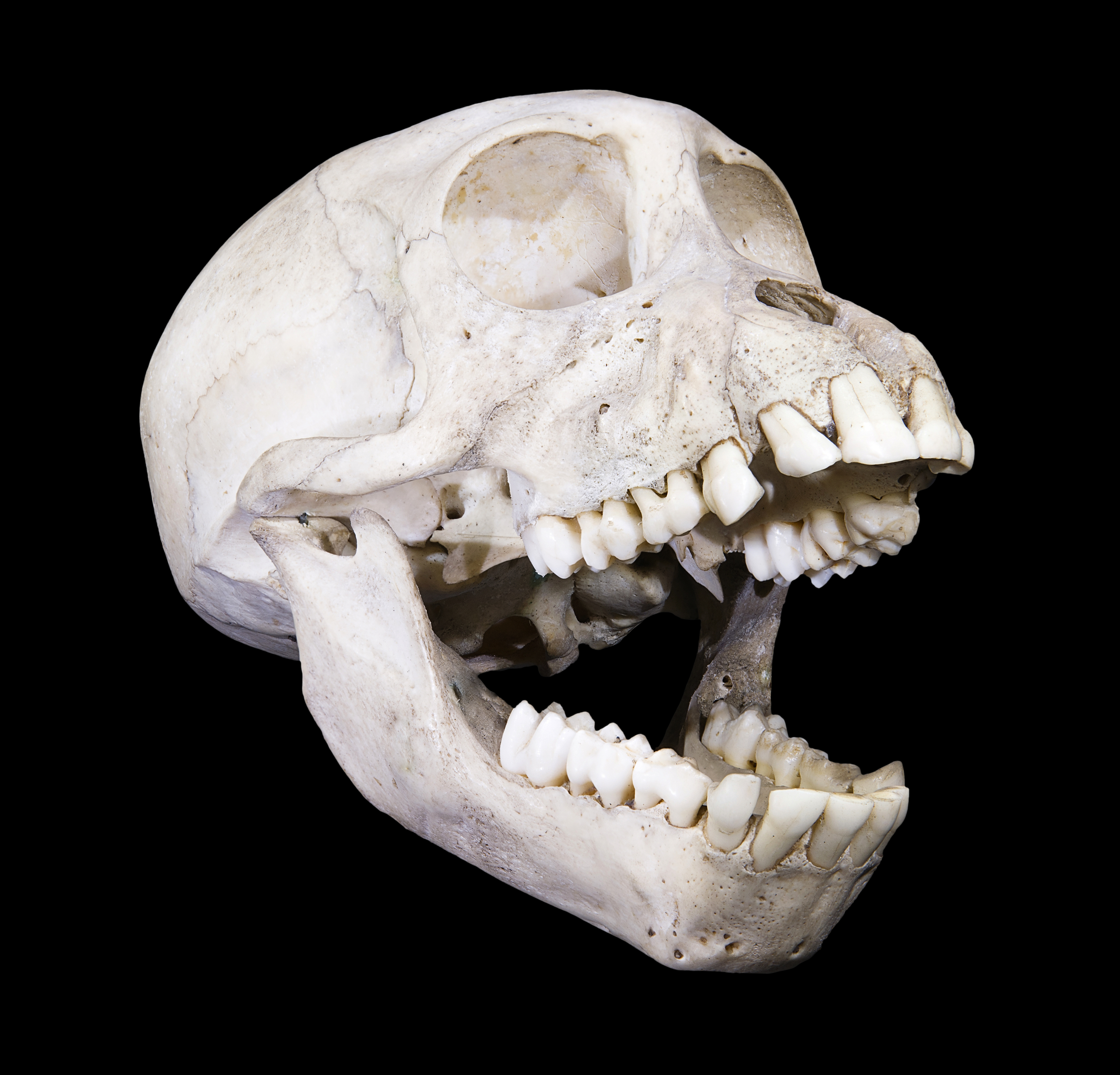
Череп детёныша. Голова взрослых более длинная, а клыки заметно крупнее

Самец-новичок, пришедший в чужое стадо, должен встроиться в сложную систему родственных и дружеских взаимоотношений в незнакомой ему семейной группе. Обычно он начинает с налаживания отношений со взрослой самкой, не выхаживающей в это время детёныша. Он повсюду следует за ней, чмокая губами[стиль], нежно ворча и строя гримасы. Это же происходит всякий раз, когда взгляд самки падает на него. Если самка благосклонна, она может позволить ему почесать себя. Спустя несколько месяцев самец может рассчитывать на прочные взаимоотношения с этой самкой. Впоследствии такие отношения послужат ему чем-то вроде «визитной карточки»[стиль] для установления отношений с её друзьями и родственниками.
У бабуинов наблюдается инфантицид, которым занимаются самцы-новички.
Индивидуальные черты являются важным фактором при создании пар. Некоторые пары проводят очень много времени вместе, но не дотрагиваются друг до друга. Другие часто вычесывают друг друга, обнимаются, когда встречаются, и спят, прижавшись друг к другу. Пары меняются с течением времени. Некоторые распадаются из-за того, что самка в процессе полового общения с другими самцами начинает приобретать лидерство в группе. Самец же по мере роста его статуса в стаде покидает подругу юности[стиль] ради новых отношений с влиятельной самкой. Но многие союзы существуют годами.
Раненым животным помощь не оказывается. Вожаки зорко следят за малейшей опасностью, охраняя покой стада. Выражают волнение перед грозой или ливнем.
К бабуинам часто присоединяются стада копытных, так как обезьяны благодаря цветовому зрению могут вовремя заметить хищника. В свою очередь, самцы бабуинов иногда охотятся на детёнышей антилоп и фламинго.
Врагами бабуинов в природе являются крокодилы, леопарды, львы и другие хищники Африки.

## Размножение
Отношения между самцом и самкой не всегда превращаются в половые. Самки спариваются с разными самцами, но большую часть своей взрослой жизни они проводят, или вынашивая детенышей, или выхаживая их.

Самка бабуина с детёнышем

Перед овуляцией у самок бабуинов появляется припухлость вульвы. Эта припухлость увеличивается в размерах в течение первой фазы менструального цикла и спадает после овуляции. И самцы обычно не пытаются спариваться, пока у самки не появится этот признак. Припухлости увеличиваются в размерах от цикла к циклу, поэтому у самок, живущих в неволе и не рожающих регулярно, припухлость может достичь 10-15 % от массы тела.
В природе взрослые самки обычно беременеют после 1-2 менструальных циклов. Изменения в организме самки во время беременности ещё более заметны, чем во время овуляции. Так, голая кожа над седалищем теряет чёрную пигментацию и становится ярко-красной.
Новорожденный бабуин покрыт коротким чёрным бархатистым мехом, который контрастирует с жёлто-серой шерстью взрослых животных.
Пока детеныш не покроется шерстью, на нём сосредоточено всё внимание остальных членов группы. Взрослые обезьяны часто рассматривают гениталии новорожденного, чтобы узнать его пол для выбора подходящей формы общения[значимость факта?].
В популяциях саванных бабуинов на долю доминирующего самца приходится до 80 % всех спариваний.

## Ископаемые остатки
Самые ранние находки ископаемых остатков бабуинов вида Papio angusticeps возрастом 2,026—2,36 млн лет назад были сделаны в местонахождении Малапа в ЮАР, где ранее были обнаружены останки австралопитека седиба. Согласно молекулярным исследованиям, бабуины разошлись с их ближайшими родственниками ~ 1,8 до 2,2 млн лет назад.

## Бабуин в истории и мифологии
В египетской традиции считался провозвестником рассвета и изображался с поднятыми руками, что символизирует мудрость, салютующую восходящему Солнцу. Представлял богов Тота и Хапи.